# (3562) Ignatius
(3562) Ignatius es un asteroide que forma parte del cinturón de asteroides y fue descubierto por Joe Wagner el 8 de enero de 1984 desde la Estación Anderson Mesa, en Flagstaff, Estados Unidos.

## Designación y nombre
Ignatius fue designado al principio como 1984 AZ.
Más tarde, en 1990, se nombró en honor del militar y religioso español Ignacio de Loyola (1491-1556), con motivo del quinto centenario de su nacimiento.

## Características orbitales
Ignatius está situado a una distancia media del Sol de 2,339 ua, pudiendo acercarse hasta 1,978 ua y alejarse hasta 2,7 ua. Tiene una inclinación orbital de 5,725 grados y una excentricidad de 0,1544. Emplea en completar una órbita alrededor del Sol 1307 días.

## Características físicas
La magnitud absoluta de Ignatius es 13,2 y el periodo de rotación de 2,732 horas.